# Trial of Champions
Trial of Champions (Brasil: Prova dos Campeões ou Desafio dos Campeões / Portugal: O Desafio dos Campeões) é o vigéssimo-primeiro livro-jogo da coleção Fighting Fantasy (que no Brasil e em Portugal recebeu o nome de Aventuras Fantásticas), escrito por Ian Livingstone e ilustrado por Alan Langford, publicado originalmente em 1986 pela  Puffin Books, em 2003, foi republicado pela Wizard Books.

## Enredo
A história é uma sequencia de Deathtrap Dungeon, com o jogador assumindo o papel de um escravo. O escravo é propriedade do Lord  Carnuss, irmão do Barão Sukumvit, o criador do calabouço original.

## Outras mídias
Jamie Wallis adaptou o livro-jogo como uma aventura de RPG usando o sistema d20, sendo portanto, compatível com a terceira edição de Dungeons & Dragons. A aventura foi publicada pela Myriador em 2004, e reeditada em 2009 pela Greywood Publishing em formato pdf.

## No Brasil
Foi o décimo-quinto livro-jogo publicado pela Marques Saraiva, o livro foi republicado somente em 2012 pela Jambô, editora que em 2009 republicou a coleção no país com o título original, Fighting Fantasy.